# Cancellicula
Cancellicula is een geslacht van weekdieren uit de klasse van de Gastropoda (slakken).

## Soort
- Cancellicula aethiopica (Thiele, 1925)